# Americamysis alleni
Americamysis alleni är en kräftdjursart som beskrevs av Price, Heard och L. Stuck 1994. Americamysis alleni ingår i släktet Americamysis och familjen Mysidae. Inga underarter finns listade i Catalogue of Life.